# Ranunculus transcaucasicus
Ranunculus transcaucasicus là một loài thực vật có hoa trong họ Mao lương. Loài này được Kem.-Nath. miêu tả khoa học đầu tiên năm 1948.